# Ducato di Nysa
Il Ducato di Nysa (in polacco: Księstwo Nyskie), in ceco: Niské knížectví) o Ducato di Neisse (in tedesco: Herzogtum Neisse) fu uno dei ducati della Slesia con capitale a Nysa, nella Bassa Slesia. Insieme al Ducato di Siewierz, era l'unico ducato ecclesiastico nella regione della Slesia, dato che era governato da un vescovo della Chiesa cattolica. Oggi, il suo territorio è suddiviso tra la Polonia e la Repubblica Ceca.

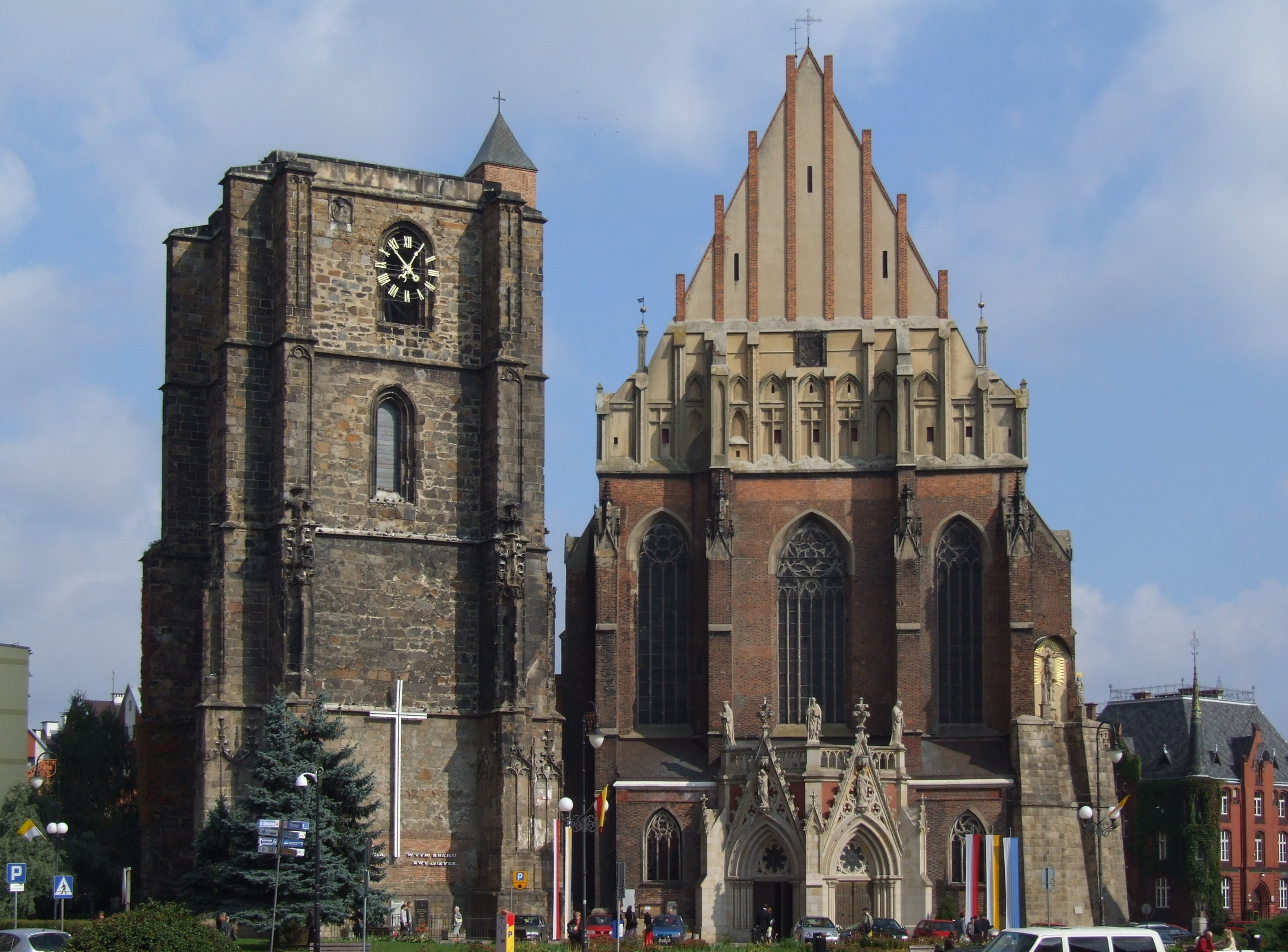
Cattedrale di Nysa

Nel 1198 Iaroslao di Opole, figlio maggiore del duca di Slesia Boleslao I il Lungo, alla sua nomina come Vescovo di Breslavia ricevette i territori intorno alla città di Nysa (Neisse) dal padre. Dopo la morte di Iaroslao nel 1201, il fratellastro duca Enrico I il Barbuto decise di lasciare Nysa, insieme alla castellania di Otmuchów, sotto il controllo dell'Arcidiocesi di Breslavia, mentre il resto delle terre dell'Alta Slesia di Iaroslao furono annesse dallo zio Miecislao IV (Mieszko IV) negli anni seguenti. Nel 1290 Enrico IV il Giusto, duca della Bassa Slesia a Breslavia, diede i privilegio dell'autonomia alle terre del ducato di Nysa, creando la base legale per il Ducato di Nysa. Enrico di Wierzbna, vescovo di Breslavia dal 1302 al 1319 fu il primo ad utilizzare il titolo di Duca di Nysa.
Il ducato nella sua forma originale durò fino al 1335, quando la Slesia passò al Regno di Boemia con il Trattato di Trentschin. Nel 1342 il vescovo Przecław di Pogorzeli giurò fedeltà al re Giovanni I di Boemia, e giocò poi un ruolo fondamentale nei negoziati per il Trattato di Namslau nel 1348 tra il successore di Giovanni, Carlo IV e il re Casimiro III di Polonia. Pogorzeli allargò anche significativamente il proprio territorio con l'acquisizione di Grodków (Grottkau) dal duca Boleslao III il Prodigo di Brzeg nel 1344. Per i due secoli successivi, gli abitanti polacchi, cechi e tedeschi di Nysa-Grodków vissero in relativa armonia, anche durante l'inizio della Riforma protestante, quando il controllo della regione passò da governatori protestanti a cattolici. Tutto questo terminò con la guerra dei trent'anni.

Il Ducato di Nysa (giallo) all'interno della Slesia austriaca

L'episcopato fu abbandonato dai vescovi durante le guerre di Slesia; a seguito della prima guerra di Slesia, il Trattato di Breslavia del 1742 divise il principato, con la parte nord (inclusa da città di Nysa, 1.231 km²) che divenne parte del Regno di Prussia, e una piccola parte meridionale (900 km²) rimase con il Regno di Boemia, governato dagli austriaci. Nel 1810 la parte prussiana fu secolarizzata, la sua autonomia fu rimossa e fu incorporata all'interno della Provincia della Slesia. La piccola parte rimasta con l'Impero austriaco fu anch'essa secolarizzata nelle terre della corona della Slesia austriaca nel 1850, ed è oggi parte della Slesia ceca.